# 弗雷德里克·德蒙福孔
弗雷德里克·德蒙福孔（法語：Frédéric Demontfaucon，1973年12月24日—），法国男子柔道运动员。他曾代表法国参加2000年、2004年和2008年夏季奥林匹克运动会柔道比赛，获得一枚铜牌。